# آبورن (واشینگتن)
اوبرن (به انگلیسی: Auburn) شهری در شهرستان کینگ، واشینگتن ایالت واشنگتن است که در سرشماری سال ۲۰۱۰ میلادی، ۷۰۱۸۰ نفر جمعیت داشته است.

## نگارخانه

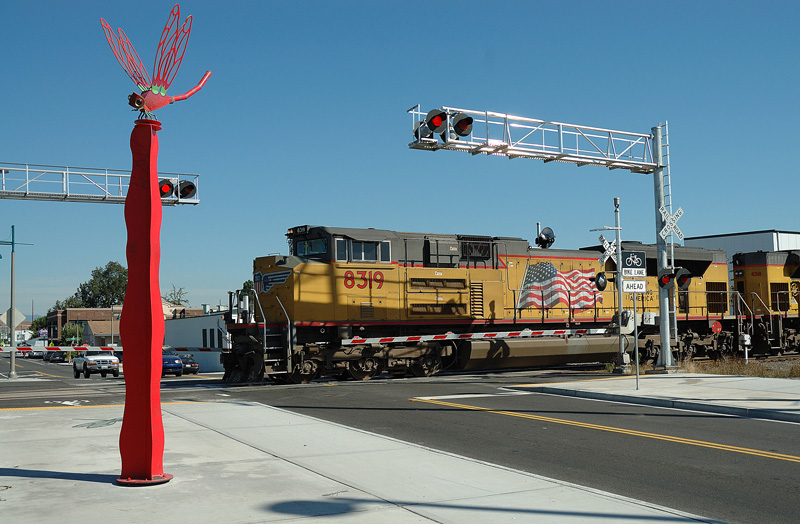
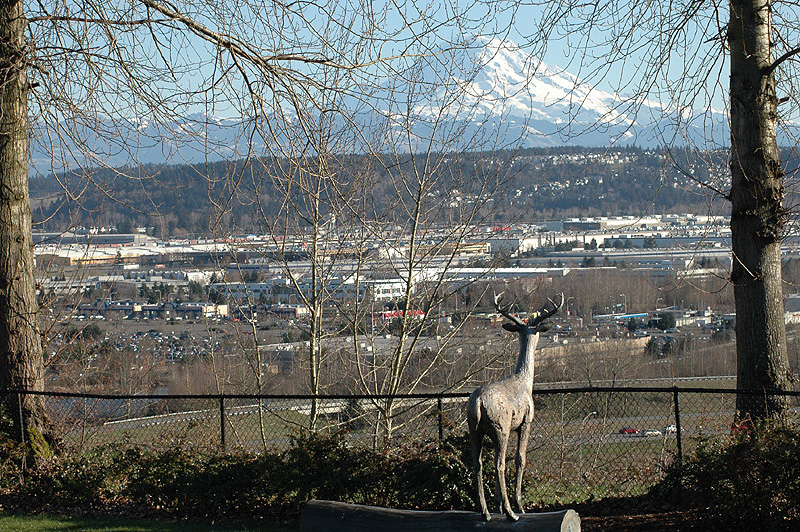
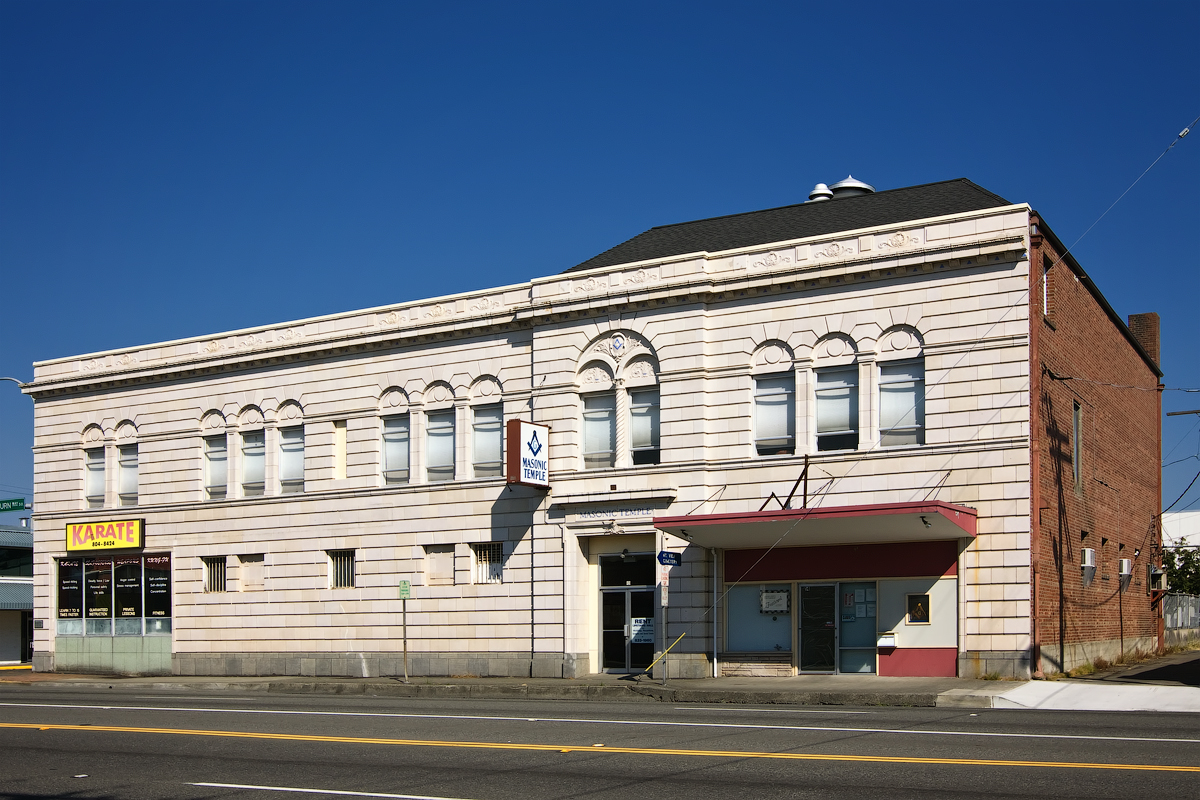
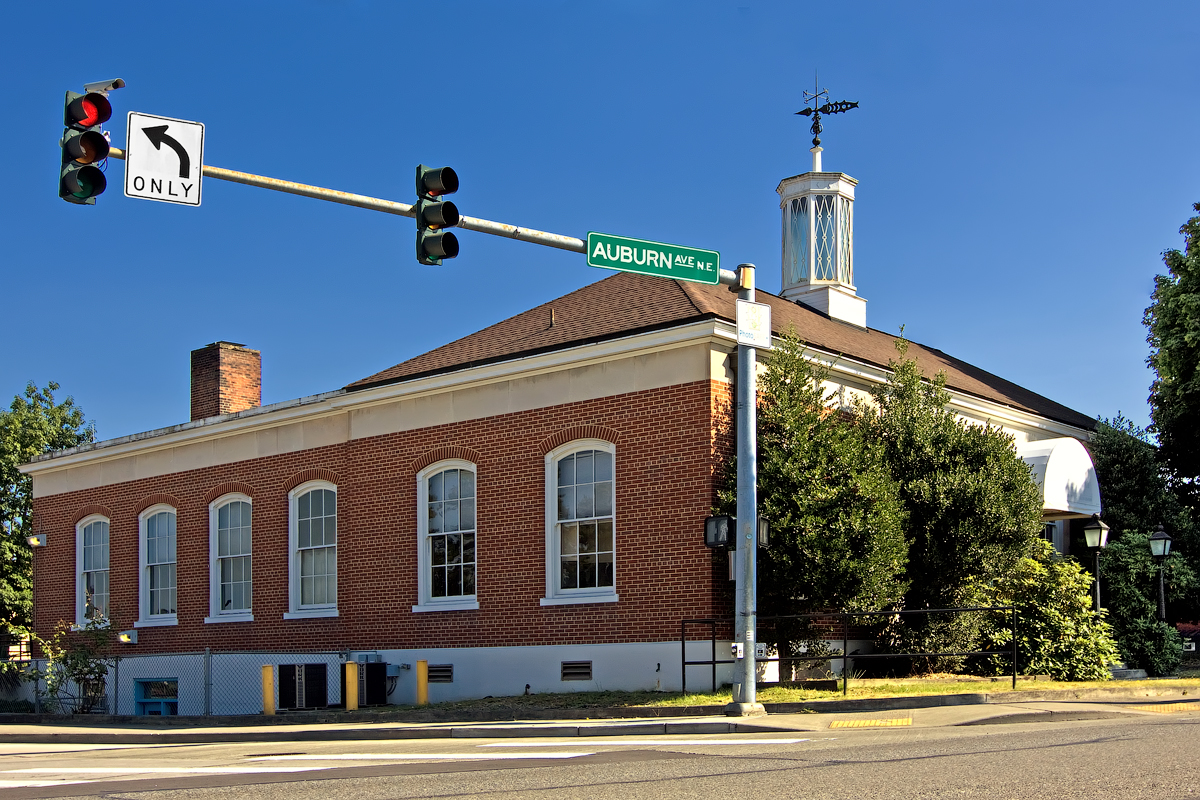
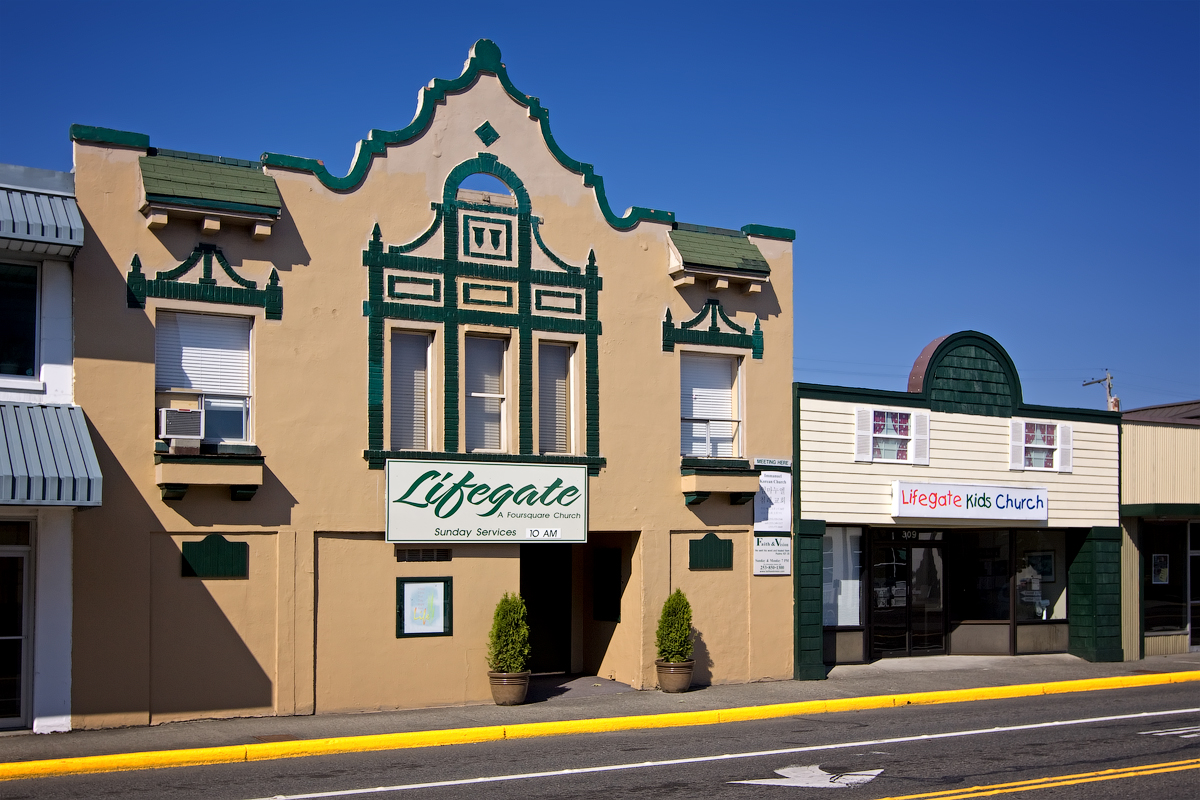
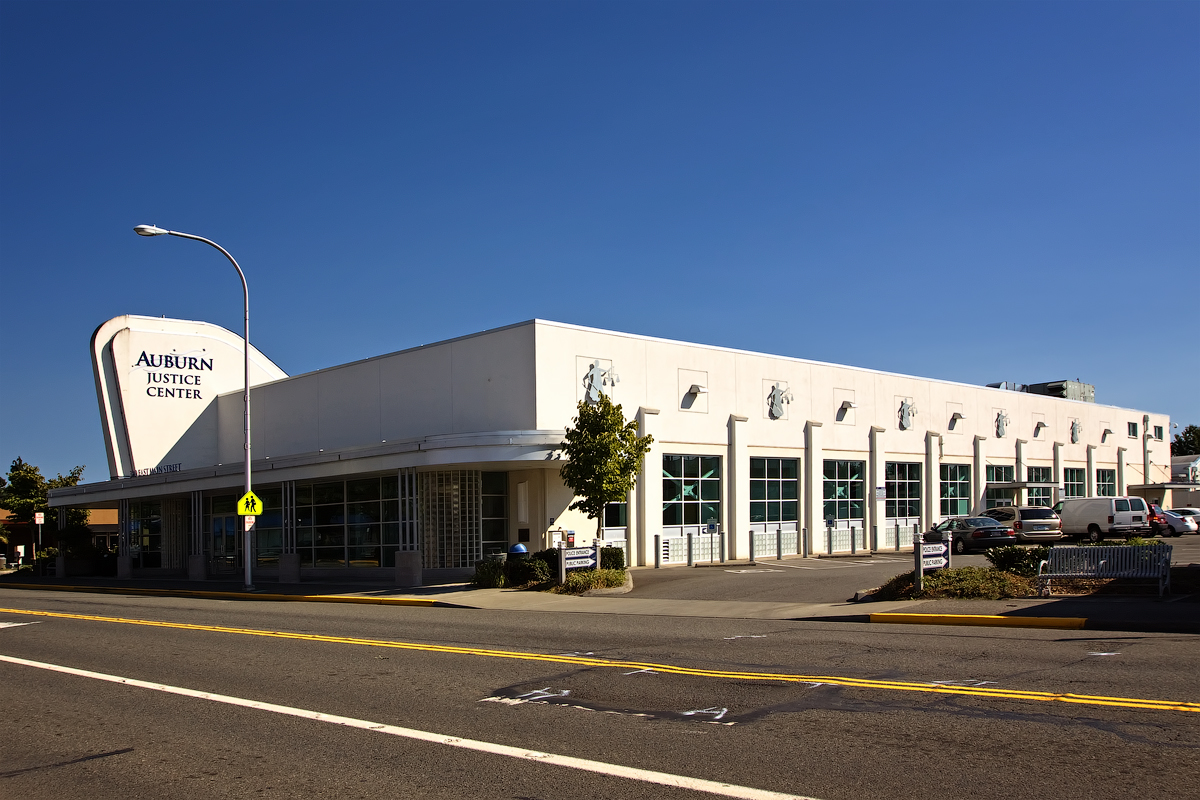